# Morro

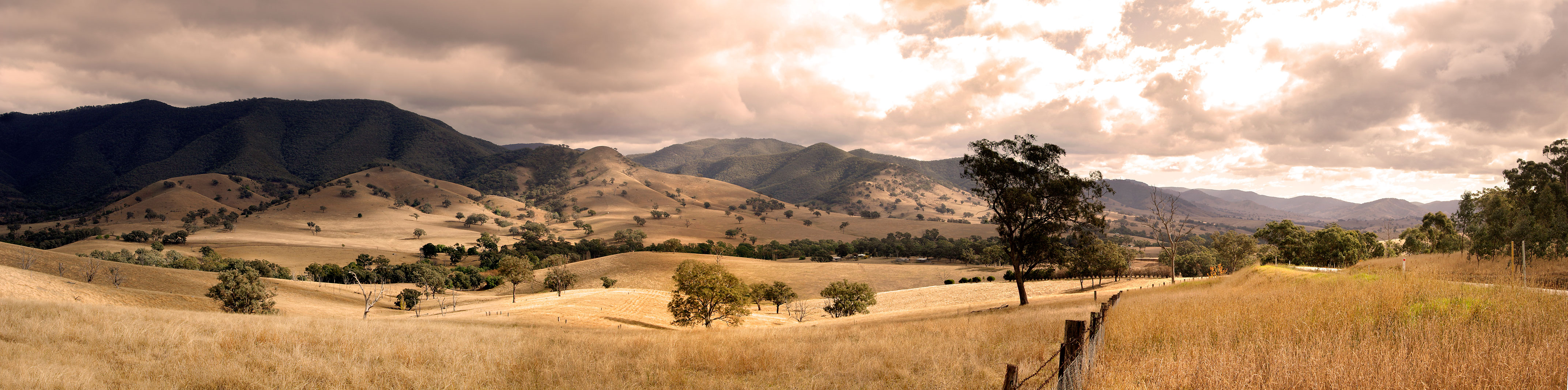
Colina Connors (Connors Hill), Victoria (Austrália).

Morro, colina  ou cerro é a caracterização de um acidente geográfico que é formado através de pequenas elevações de terreno com declive suave.
Em algumas regiões do Brasil esse tipo de acidente geográfico também é chamado de serrote.
A distinção entre um morro e uma montanha é pouco precisa e muito subjetiva. O Instituto Brasileiro de Geografia e estatística (IBGE) define morro como "elevação natural do terreno com altura de até aproximadamente 300 m" e montanha como elevação com altura acima disso. Outra definição, usada principalmente em geologia, diferencia montanha de morro pelo fato de uma montanha estar tectonicamente ativa. Por essa definição, no Brasil não haveria montanhas.

## Galeria de fotos

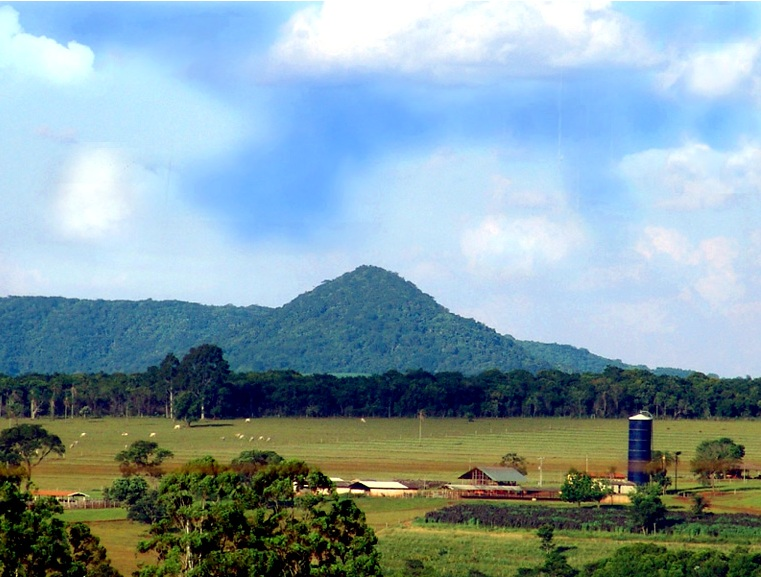
"Pico Alto" Lat. 23º11'12" S - Long. 48º51'47" W - alt.: 825m

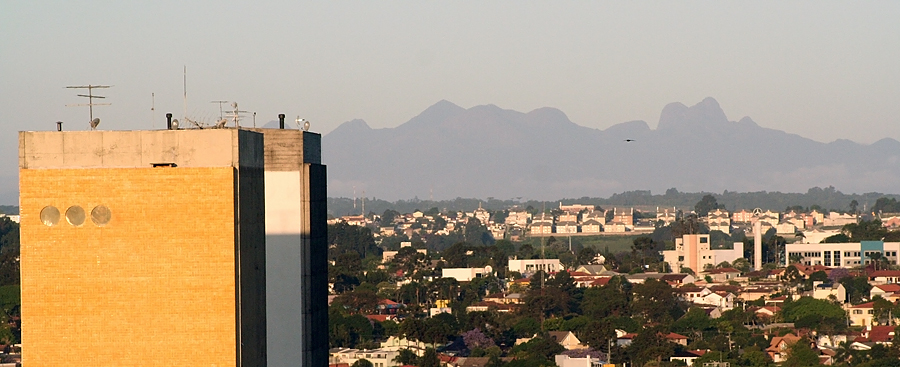
O mar de morros da Serra do Mar, visto do centro de Curitiba.

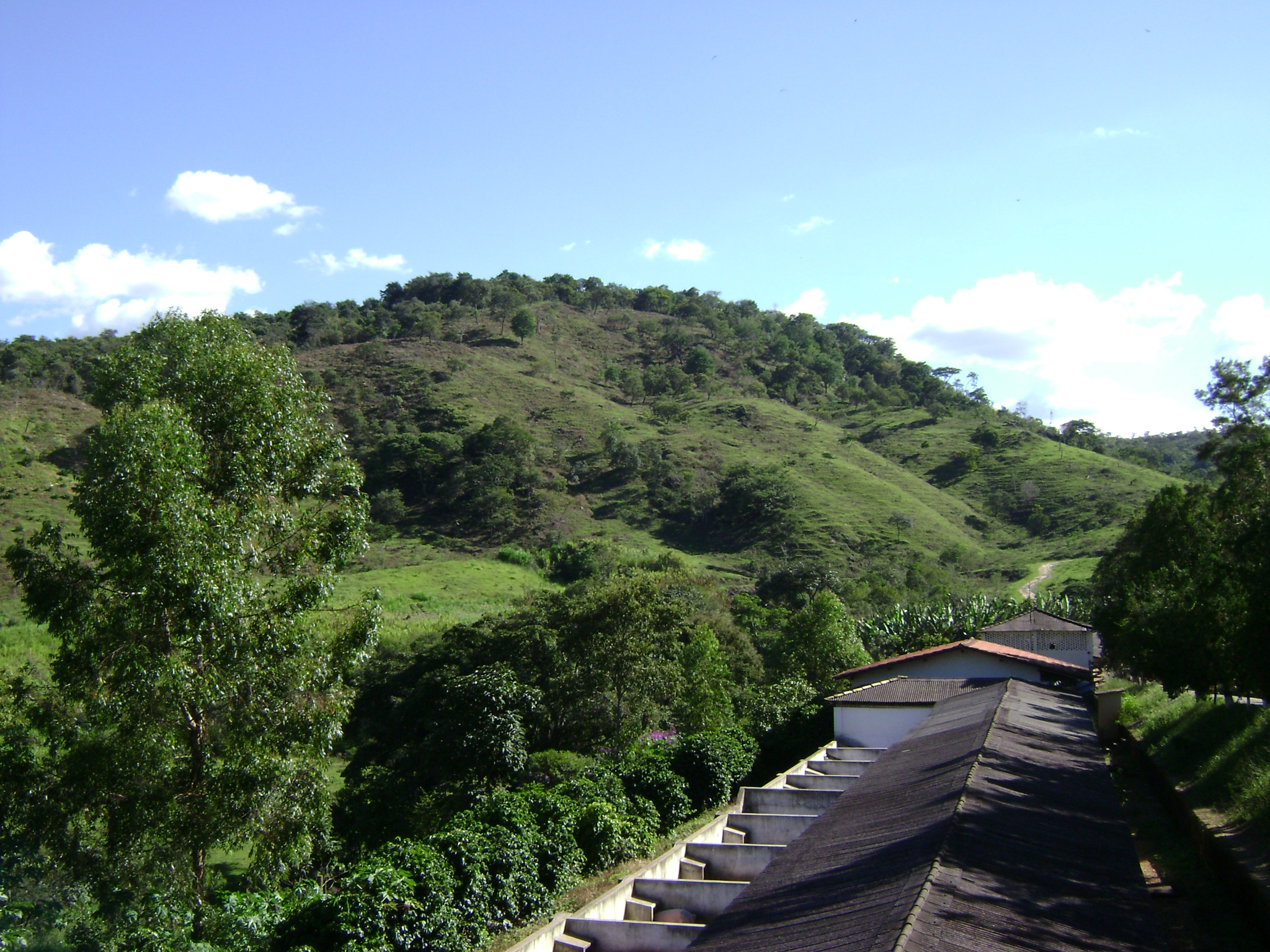
Colina em um retiro em Minas Gerais, Brasil.
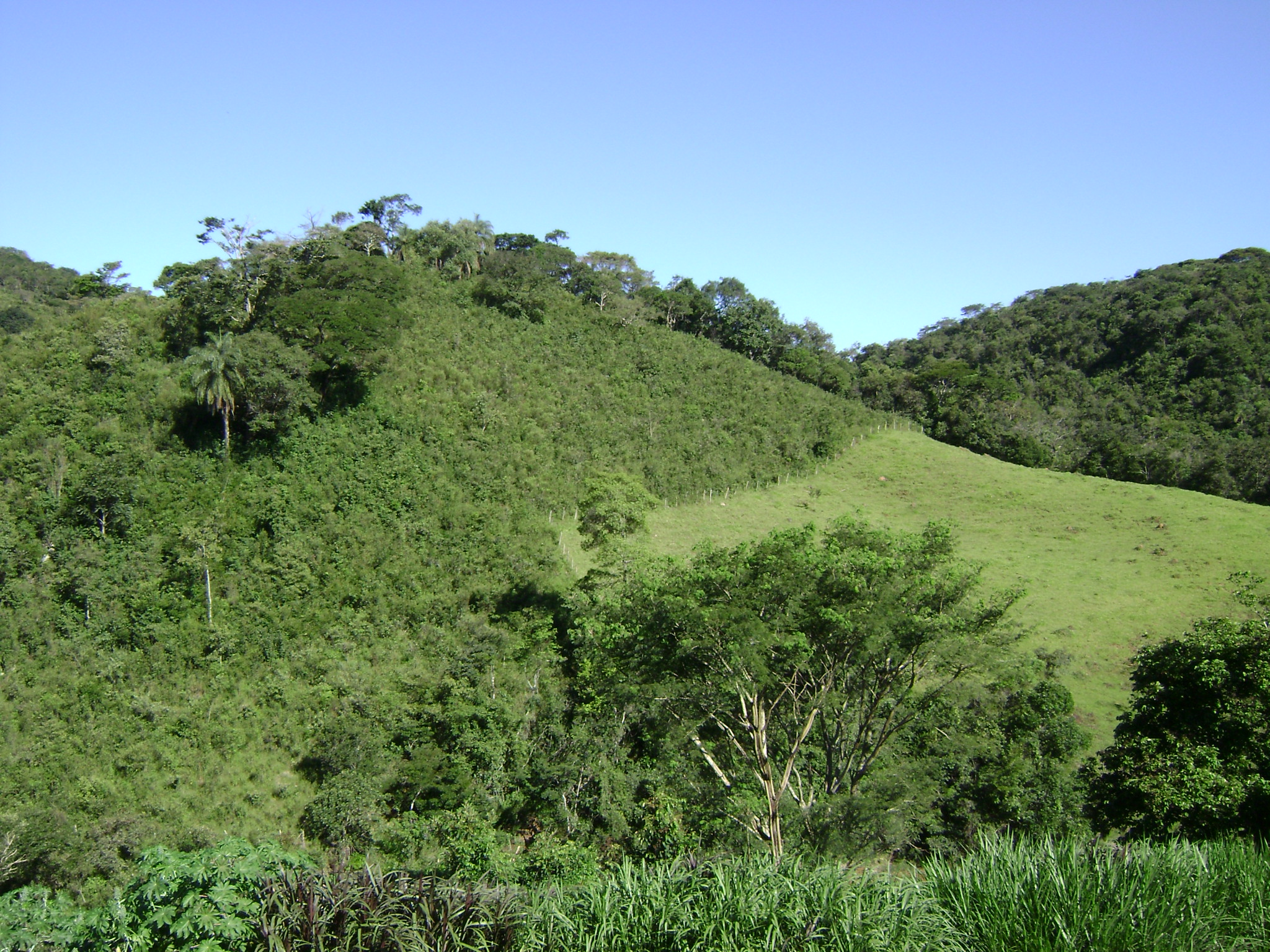
Colina simples, no Brasil.
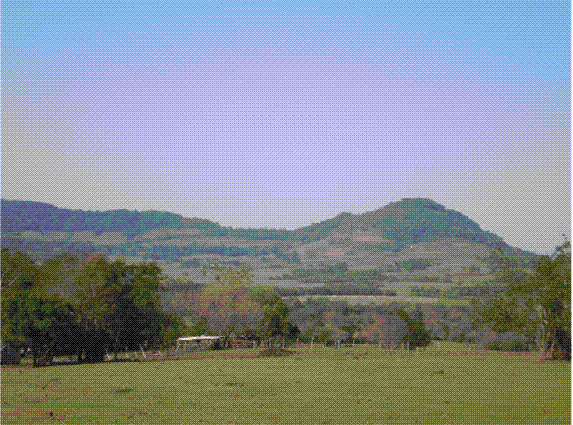
Inhacurutum,  cerro histórico de  Roque Gonzales, RS (ver cacique Nheçu).